# Natural Force
Natural Force (commercializzato anche come It's a Heartache) è il secondo album in studio della cantante gallese Bonnie Tyler, pubblicato nel 1978.

## Tracce
1. It's a Heartache (Ronnie Scott, Steve Wolfe) — 3:28
2. Blame Me (Scott, Wolfe) — 4:02
3. Living for the City (Stevie Wonder) — 3:40
4. If I Sing You a Love Song (Scott, Wolfe) — 4:45
5. Heaven (Scott, Wolfe) — 3:04
6. Yesterday Dreams (Brian Cadd) — 4:08
7. Hey Love (It's a Feeling) (Scott, Wolfe) — 3:55
8. (You Make Me Feel Like) A Natural Woman (Gerry Goffin, Carole King, Jerry Wexler) — 3:02
9. Here Am I (Scott, Wolfe) — 3:47
10. Baby Goodnight (Mike Heron) — 4:27

## Classifiche
| Classifica (1978) | Posizione più alta |
| ----------------- | ------------------ |
| Canada            | 5                  |
| Finlandia         | 1                  |
| Norvegia          | 3                  |
| Stati Uniti       | 16                 |
| Svezia            | 2                  |